# Синонім

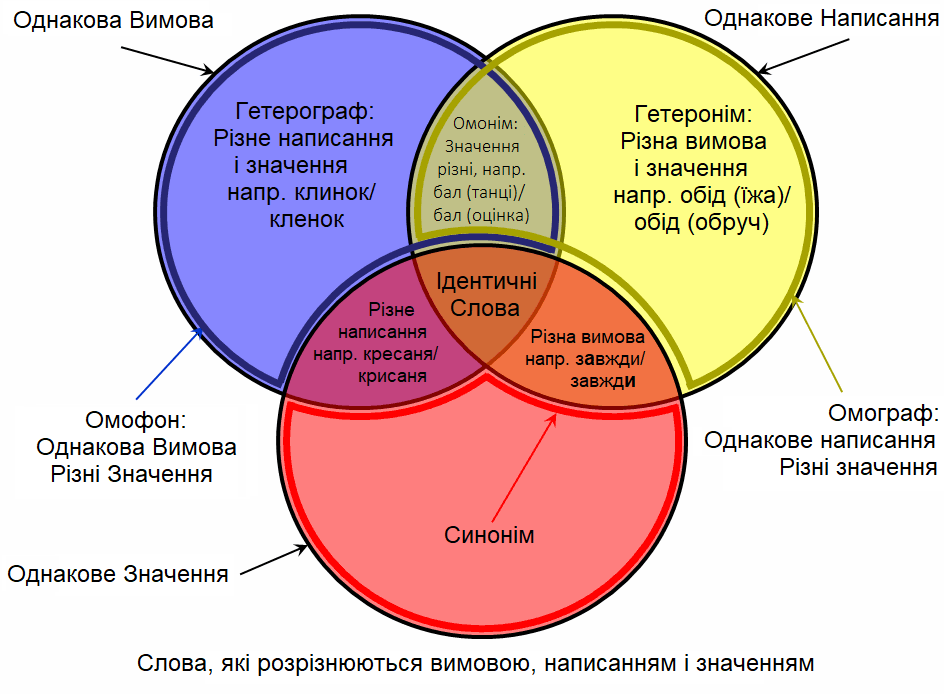
Синоніми на діаграмі Венна

Сино́німи (грец. συνώνυμος — «однойменний») — слова однієї частини мови, різні за звучанням і написанням, які мають дуже близьке або тотожне лексичне значення.
Синоніми використовують для підвищення виразності мови, що дозволяє уникати одноманітності.
Наприклад: проживати — мешкати, бажати — хотіти, башта — вежа.
Слова, протилежні за значенням, називають антонімами, слова різного значення, але з однаковою вимовою — омонімами.
Синоніміку вивчають семантика й лексикологія.
«Короткий словник синонімів української мови» склав Пилип Деркач (4 279 синонімічних рядів, частково зі стилістичними позначками, К. 1960).
«Матеріали до синонімічного словника української мови», зібрані Андрієм Багметом, друкувалися в ж. «Вітчизна» (1959, ч. 2 — 1962, ч. 7).

## Приклади
Синоніми (слова й фразеологізми) є різними за звуковою формою, однак близькими чи тотожними за значенням:
1. з незначною зміною значеннєвого обсягу й словосполучної комбінаторики (по́ле — рілля́ — ни́ва: зао́ране по́ле, — на ріллі́, ни́ва, але лиш по́ле про́пису, на наро́дній ни́ві);
2. з різним емоційним забарвленням (заку́тина — закапе́лок — діра́ — «глухомань»);
3. контекстові синоніми, що тільки в певному контексті є синонімами (ішов і враз простягну́вся як до́вгий — «упав») і легко переходять в емоційні синоніми;
4. абсолютні або дублети з тотожним значенням (шофе́р — воді́й, — зокрема у випадках професіоналізмів і термінологізмів), що виникають здебільше внаслідок нашарування різнодіалектних чи різномовних слів (госпо́дар — хазя́їн; риска́ль — за́ступ — горо́дник — лопа́тка), поки мововжиток їх не розділить у 1 групі.

## Види синонімів

### Морфологічні синоніми
Це варіанти форм слів на позначення того самого поняття: гуляє — гуля, співає — співа, літає — літа, питає — пита, стрибає — стриба, лунає — луна. 

Перші компоненти цих синонімічних пар — нейтральні з погляду літературної нормативності, другі — літературні, але з обмеженим діапазоном уживання (поезія, розмовна мова). Або ще: ходить, носить, робить, бачить, любить і ходе, носе, робе, баче, любе, де в першому ряду стоять літературні варіанти, а в другому — діалектні. 

Форми прикметників на зразок: синьому — синім, білому — білім, великому — великім.

### Синтаксичні синоніми
Різні синтаксичні конструкції, вживані для вираження тієї самої думки. Напр.: Замість того, щоб критикувати інших, візьми та й зроби сам. — Замість критикувати інших, візьми та й зроби сам. Порівняно з нейтральним першим реченням друге має розмовне забарвлення. Одним із виявів синтаксичної синонімії є паралельне вживання сполучникових та безсполучникових речень: Я їду працювати в Одесу, бо дуже люблю це місто. -Я їду працювати в Одесу — дуже люблю це місто.

### Словотвірна синонімія
Наявність префіксально-суфіксальних утворень, наділених різними семантико — стилістичними відтінками: писав, написав, понаписував, пописав; темніти — темнішати, біліти — білішати; їсти, їстки, їстоньки; спати, спатки, спатуні, спатунечки.

### Фразеологічні синоніми
Варіанти фразеологічних одиниць на позначення того самого поняття. Так, на поняття «бути байдужим до чогось»: тримати нейтралітет, моя хата скраю, про мене — хай вовк траву їсть, наше діло півняче: проспівали, а там хоч не розвидняйся. Про розумово неповноцінну людину кажуть: не сповна розуму, губляться ключі від розуму, вискакують клепки, не варить баняк (вжив. на Галичині), у голові літають джмелі, замість мозку росте капуста, нема лою під чуприною.
На ґрунті української мови можна говорити й про синоніми фонетичного плану, які є одним із важливих засобів створення милозвучності нашої мови.

### Фонетичні синоніми
Фонетичні синоніми, точніше, дублети — різні форми того самого слова, що з'являються внаслідок чергування голосних і приголосних, наявності чи відсутності протетичних (приставних) приголосних або голосних: імення — ймення, іти — йти, учитель — вчитель, уже — вже, узяти — взяти, імла — мла, іржа — ржа.
Спільність значення синонімів пояснюється тим, що вони називають одне поняття. Сутність синонімів визначається наявністю в них різних відтінків значення. В залежності від того, якими ознаками синоніми відрізняються один від одного, вони поділяються на ідеографічні й стилістичні.

### Ідеографічні (значеннєві) синоніми
Відрізняються відтінками значення: дивувати, вражати, приголомшувати, потрясати. Ці синоніми забезпечують можливість передавати відтінки того самого поняття, оскільки на його позначення існує кілька слів: дивувати — «викликати подив незвичайністю», вражати — «викликати подив або захоплення надмірним виявом чогось», приголомшувати — «справляти надзвичайно сильне враження», потрясати — «глибоко зворушувати, хвилювати до глибини душі». Візьмімо ще один синонімічний ряд: відомий, видатний, знаменитий (славнозвісний), де відомий (напр.: учений) підкреслює те, що він не рядовий, а досить популярний; видатний має порівняльний характер; знаменитий (славнозвісний) те саме, що перші два разом узяті, але набагато вищою мірою. Палати й горіти означають «давати жар», але перше слово називає дію більш інтенсивно.

### Стилістичні синоніми
Характеризуються закріпленістю за певним стилем і більш або менш виразним емоційним забарвленням. З-поміж синонімів: ознака і симптом — перше слово нейтральне, друге має забарвлення книжності, науковості (це не просто ознака, а сукупність ознак, характерний вияв якогось явища). У синонімічному ряді: осягати, розуміти, метикувати — перше слово книжне, друге — нейтральне, третє — розмовне.
Слова, що вступають у синонімічні зв'язки лише в певному контексті, називаються контекстуальними синонімами. Вони часто вживані в художній літературі, рідше — у публіцистиці, де використовуються для створення яскравих образів, передають світобачення автора, його індивідуальну манеру. З-поміж синонімічної лексики виділяються слова цілком тотожні щодо свого лексичного значення й емоційно-експресивного забарвлення. В основному це нейтральна лексика: пейзаж, краєвид, ландшафт; кавалерія, кіннота; процент, відсоток; борошно, мука; майдан, площа; аплодисменти, оплески. Це абсолютні синоніми (лексичні дублети). Вони з'являються в мові в таких випадках:
- а) внаслідок взаємодії літературної мови та діалектів (стрічка — бинда, чорногуз — бусол — лелека);
- б) внаслідок словотворчих процесів (офіційний — офіціальний, учбовий — навчальний, роковини — річниця);
- в) як результат співіснування запозичених і питомих слів (індустрія — промисловість, експлуатація — визиск, бібліотека — книгозбірня, біографія — життєпис, голкіпер — воротар, горизонт — обрій, аероплан — літак, паралельний — рівнобіжний, дескриптивний — описовий). Абсолютні синоніми або розподіляються між стилями, отже, перестають бути абсолютними (з синонімічної пари: півники — ірис — перше вживається в усному мовленні, в художній літературі та публіцистиці, друге — в науковій літературі), або один із них відходить у пасивний запас. Наприклад: аплодисменти, учбовий, офіціальний — у сучасній літературній мові вийшли з широкого вжитку, поступившись місцем словам: оплески, навчальний, офіційний[3].

## Синонімія в біологічній систематиці
При описах біологічного різноманіття часто виникає ситуація, коли різні дослідники описують один і той самий вид (підвид, рід тощо) під різними назвами. Для регулювання таких питань розроблено спеціальні кодекси номенклатури, зокрема Міжнародний кодекс зоологічної номенклатури. При визначенні придатності тієї чи іншої назви використовується низка критеріїв, серед яких головними (але не єдиними) є два: 1) часовий пріоритет, згідно з яким перевага надається назві, яка запропонована першою, 2) придатність (валідність) назви відповідно до вимог (однозначність опису, дотримання низки спеціальних критеріїв придатності).
Об'єктом аналізу є тільки наукові назви таксонів, подані латиною, і кодекси не регламентують правила вживання / застосування вернакурярних назв. У частини біологічних таксонів існують надзвичайно великі синонімічні ряди. Зокрема, синонімія хатньої миші включає щонайменше 120 назв, у тому числі 43 назви, які стосуються тільки одного типового (номінативного) її підвиду Mus (Mus) musculus musculus.
Розрізняють об'єктивні і суб'єктивні синоніми.

## Сучасні синонімічні словники
- Академічний Словник синонімів української мови у 2-х томах, 2000;
- Словник синонімів української мови Л. М. Полюги, 2001;
- Словник фразеологічних синонімів М. П. Коломійця і Є. С. Регушевського, 1998.